# Медог
Медог (тиб. མེ་ཏོག་རྫོང་, Вайли: Metog Dzong, кит. упр. 墨脱县, пиньинь Mòtuō xiàn, палл. Мото сянь) — уезд в городском округе Ньингчи, Тибетский автономный район, КНР. Китай также считает частью уезда некоторые территории, ныне входящие в состав индийского штата Аруначал-Прадеш.

## История
Уезд был создан в 1959 году и вошёл в состав Специального района Ньингчи (林芝专区). В октябре 1963 года Специальный район Ньингчи был расформирован, и уезд был передан в состав городского округа Лхаса.
В 1986 году был создан округ Ньингчи, и уезд вошёл в его состав.

## География
На территории уезда расположена самая восточная вершина Гималаев — Намча Барва, которую огибает река Брахмапутра.

## Население
В округе проживают шарчобы, кхамба, монпа и лоба. Большинство местных жителей принадлежат к школе Ньингма тибетского буддизма.

## Административное деление
Уезд делится на 1 посёлок, 6 волостей и 1 национальную волость:
- Посёлок Медог (墨脱镇)
- Волость Байбунг (背崩乡)
- Волость Бангшин (旁辛乡)
- Волость Гаде (旁辛乡)
- Волость Годанг (格当乡)
- Волость Дешин (德兴乡))
- Волость Чараса (加热萨乡)
- Дагмо-Лобаская национальная волость (达木珞巴族乡)

## Экономика
Сельское хозяйство является основной отраслью экономики Медога. В долинах выращивают чай, рис, сою, хлопок и кунжут, а также собирают мускус и грибы. На пастбищах разводят оленей.

## Транспорт
Медог был последним уездом в Китае, куда провели дорогу. Раньше его называли «одинокий островок в горах». В 2013 году было построено первое шоссе Медог — Цзаму, а в 2021 году — второе шоссе длиной 67,2 км (в посёлок Пай).